# Oussama Mellouli
Oussama Mellouli (n. 16 februarie 1984, La Marsa, Guvernoratul Tunis, Tunisia) este un înotător tunisian, medaliat olimpic. A participat la 4 ediții ale Jocurilor Olimpice (2004, 2008, 2012, 2016) în care a câștigat două medalii de aur și o medalie de bronz.